# روپرت شولتس
روپرت شولتس (آلمانی: Rupert Scholz؛ زادهٔ ۲۳ مهٔ ۱۹۳۷) یک سیاست‌مدار اهل آلمان از حزب اتحادیه دموکرات مسیحی آلمان است.

## فعالیت
شولتس پیش از رسیدم به مقام وزارت پروفسور حقوق بود. او از سال ۱۹۸۸ تا ۱۹۸۹ وزیر دفاع آلمان غربی در کابینه‌ی هلموت کوهل بود. پس از او، گرهارد اشتولتنبرگ جایگزین او در کابینه شد. شولتس همچنین مدتی به عنوان سناتور از برلین فعالیت داشت.